# Phlogophora kruegeri
Phlogophora kruegeri é uma espécie de insetos lepidópteros, mais especificamente de traças, pertencente à família Noctuidae.
A autoridade científica da espécie é Saldaitis & Ivinskis, tendo sido descrita no ano de 2006.
Trata-se de uma espécie presente no território português.